# Gli astrigeni
Gli astrigeni  (Star Begotten) è un romanzo breve di fantascienza di H. G. Wells del 1937.
Racconta la storia di una serie di persone che fanno congetture sulla possibilità che la specie umana venga modificata dai marziani per sostituire il loro pianeta morente.
Nel romanzo Wells ritratta l'immagine degli alieni come crudeli invasori che aveva reso celebre ne La guerra dei mondi del 1898, descrivendoli ora come esseri saggi e benevoli.
Il libro è dedicato "al mio amico Winston Spencer Churchill".

## Trama
Il protagonista della storia è Joseph Davis, un autore di storie popolari, che viene assalito dal sospetto che lui e la sua famiglia siano già stati esposti e stiano iniziando a cambiare.
I marziani - che non appaiono mai nella narrazione, ma le cui caratteristiche vengono dedotte dai personaggi con la logica - sono una sorta di fratelli maggiori e più saggi dell'umanità, che guidano l'evoluzione dell'intelletto umano con una dosata irradiazione di raggi cosmici.